# Fermana Calcio 2001-2002
Questa pagina raccoglie le informazioni riguardanti la Fermana Calcio nelle competizioni ufficiali della stagione 2001-2002.

## Stagione
Nella stagione 2001-2002 la Fermana disputa il girone B del campionato di Serie C1, vi raccoglie 46 punti che valgono il nono posto finale. Allenata da Dino Pagliari ha raccolto 23 punti, tanto nel girone di andata che nel girone di ritorno, al termine del girone di andata e all'inizio del 2003, il tecnico è stato sostituito per dieci partite da Hector Ortega, per poi ritornare a concludere, con le ultime sette gare, la stagione, con ben sette punti di vantaggio sui Play-out, e cinque di distanza dai Play-off. Nella Coppa Italia di Serie C la squadra gialloblù disputa il girone L di qualificazione, che ha promosso ai sedicesimi di finale il Gualdo con 7 punti, giungendo seconda con 6 punti, sprecando il colpo decisivo nell'ultima giornata, con lo (0-0) interno contro la Vis Pesaro.

## Rosa
| N. |                      | Ruolo | Calciatore          |
| -- | -------------------- | ----- | ------------------- |
|    | Italia (bandiera)    | P     | Giuseppe Aprea      |
|    | Italia (bandiera)    | D     | Arnaldo Bonfanti    |
|    | Italia (bandiera)    | A     | Andrea Bucchi       |
|    | Italia (bandiera)    | P     | Mauro Chiodini      |
|    | Argentina (bandiera) | C     | Alejandro Correa    |
|    | Italia (bandiera)    | C     | Guido Di Fabio      |
|    | Italia (bandiera)    | C     | Andrea Di Salvatore |
|    | Italia (bandiera)    | C     | Luca Lacrimini      |
|    | Italia (bandiera)    | C     | Giorgio La Vista    |
|    | Italia (bandiera)    | A     | Mario Lemme         |
|    | Italia (bandiera)    | A     | Massimo Manca       |
|    | Italia (bandiera)    | C     | Antonio Maschio     |
|    | Italia (bandiera)    | D     | Massimiliano Mei    |

| N. |                   | Ruolo | Calciatore          |
| -- | ----------------- | ----- | ------------------- |
|    | Italia (bandiera) | C     | Giandomenico Mesto  |
|    | Italia (bandiera) | D     | Giovanni Micallo    |
|    | Italia (bandiera) | A     | Maurizio Nassi      |
|    | Italia (bandiera) | D     | Nicola Carlo Pagani |
|    | Italia (bandiera) | P     | Stefano Pardini     |
|    | Italia (bandiera) | C     | Filippo Pensalfini  |
|    | Italia (bandiera) | C     | Massimo Perra       |
|    | Italia (bandiera) | D     | Francesco Priolo    |
|    | Italia (bandiera) | C     | William Rosset      |
|    | Italia (bandiera) | D     | Mirko Savini        |
|    | Italia (bandiera) | A     | Giovanni Tiberi     |
|    | Italia (bandiera) | D     | Paolo Tricoli       |

## Risultati

### Campionato

#### Girone di andata
| Arbitro: | Brighi (Cesena) |

|                               |           |  |
| Tacconelli 12’ Croce 81’, 83’ | Marcatori |  |

| Arbitro: | Lambertini (Bologna) |

|                           |           |                        |
| Nassi 5’ (rig.) Mesto 56’ | Marcatori | 11’ Anselmi 47’ Lucidi |

| Arbitro: | Mariuzzo (Venezia) |

|  |           |           |
|  | Marcatori | 38’ Mesto |

| Arbitro: | Belloli (Bergamo) |

|           |           |             |
| Nassi 23’ | Marcatori | 73’ Corradi |

| Arbitro: | Romeo (Verona) |

|                      |           |  |
| Monza 58’ Riganò 89’ | Marcatori |  |

| Arbitro: | Giannoccaro (Lecce) |

|                        |           |                      |
| La Vista 35’ Lemme 46’ | Marcatori | 10’ Martini 79’ Ripa |

| Arbitro: | Bergonzi (Genova) |

|              |           |  |
| Califano 88’ | Marcatori |  |

| Arbitro: | Zambon (Padova) |

|          |           |  |
| Lemme 6’ | Marcatori |  |

| Arbitro: | Benedetti (Vicenza) |

|                 |           |                     |
| Frau 10’ (rig.) | Marcatori | 31’ Nassi 44’ Mesto |

| Arbitro: | Rocchi (Firenze) |

|           |           |  |
| Nassi 54’ | Marcatori |  |

| Arbitro: | Tonolini (Milano) |

|           |           |  |
| Manni 89’ | Marcatori |  |

| Arbitro: | Girardi (San Donà di Piave) |

|           |           |                             |
| Mesto 13’ | Marcatori | 43’ Fontana 64’ Pinciarelli |

| Arbitro: | Squillace (Catanzaro) |

|           |           |                  |
| Nassi 20’ | Marcatori | 90+5’ Biancolino |

| Arbitro: | Brighi (Cesena) |

|                                 |           |                                     |
| V. Silvestri 81’ Bembuana 90+2’ | Marcatori | 57’ M. Manca 62’ La Vista 81’ Nassi |

| Arbitro: | Cenni (Imola) |

|  |           |              |
|  | Marcatori | 86’ Pandolfi |

| Arbitro: | Ponzalli (Firenze) |

|        |           |           |
| Cau 3’ | Marcatori | 21’ Nassi |

| Arbitro: | M. Mazzoleni (Bergamo) |

|                        |           |              |
| Nassi 22’ La Vista 38’ | Marcatori | 73’ Cecchini |

#### Girone di ritorno
| Arbitro: | De Marco (Chiavari) |

|                               |           |            |
| M. Manca 19’ Di Salvatore 70’ | Marcatori | 41’ Artico |

| Roma 12 gennaio 2002 19ª giornata | Lodigiani           | 0 – 0 | Fermana | Stadio Flaminio\| Arbitro: \| Benedetti (Vicenza) \| |
| Arbitro:                          | Benedetti (Vicenza) |       |         |                                                      |

| Arbitro: | Banti (Livorno) |

|                        |           |  |
| Mesto 33’ M. Manca 65’ | Marcatori |  |

| Arbitro: | Liberti (Genova) |

|                                       |           |              |
| Kanyengele 45+1’ Cicconi 90+1’ (rig.) | Marcatori | 83’ M. Perra |

| Arbitro: | Brighi (Cesena) |

|                  |           |  |
| Nassi 33’ (rig.) | Marcatori |  |

| Pesaro 10 febbraio 2002 23ª giornata | Vis Pesaro          | 0 – 0 | Fermana | Stadio Tonino Benelli\| Arbitro: \| Carlucci (Molfetta) \| |
| Arbitro:                             | Carlucci (Molfetta) |       |         |                                                            |

| Arbitro: | Giannoccaro (Lecce) |

|  |           |                 |
|  | Marcatori | 27’ Di Domenico |

| Arbitro: | De Marco (Chiavari) |

|              |           |  |
| De Palma 38’ | Marcatori |  |

| Arbitro: | Mariuzzo (Venezia) |

|              |           |          |
| La Vista 38’ | Marcatori | 89’ Frau |

| Arbitro: | M. Mazzoleni (Bergamo) |

|                        |           |           |
| Campo 49’ Vertullo 74’ | Marcatori | 17’ Lemme |

| Arbitro: | Giannoccaro (Lecce) |

|  |           |                         |
|  | Marcatori | 70’ (aut.) Di Salvatore |

| Ascoli Piceno 30 marzo 2002 29ª giornata | Ascoli            | 0 – 0 | Fermana | Stadio Cino e Lillo Del Duca\| Arbitro: \| Bergonzi (Genova) \| |
| Arbitro:                                 | Bergonzi (Genova) |       |         |                                                                 |

| Arbitro: | Ioseffi (Siena) |

|                               |           |              |
| Biancolino 37’ Zaccagnini 51’ | Marcatori | 76’ M. Manca |

| Arbitro: | Sacco (Civitavecchia) |

|           |           |                |
| Mesto 54’ | Marcatori | 90+1’ Bembuana |

| Arbitro: | Zanzi (Lugo di Romagna) |

|  |           |              |
|  | Marcatori | 34’ M. Manca |

| Arbitro: | Tonolini (Milano) |

|              |           |  |
| La Vista 65’ | Marcatori |  |

| Arbitro: | P. Rossi (Forlì) |

|  |           |                          |
|  | Marcatori | 8’ Maschio 78’ A. Bucchi |

### Coppa Italia di Serie C

#### Girone L
| Arbitro: | Ponzalli (Firenze) |

|  |           |              |
|  | Marcatori | 36’ Di Fabio |

| Arbitro: | Rodomonti (Teramo) |

|             |           |             |
| Nassi 90+2’ | Marcatori | 5’ Matteini |

| Arbitro: | Nicoletti (Macerata) |

|                    |           |           |
| G. Del Vecchio 82’ | Marcatori | 90’ Mesto |

| 26 agosto 2001 4ª giornata |  | – Turno di riposo Fermana |  |  |

| Fermo 29 agosto 2001 5ª giornata | Fermana               | 0 – 0 | Vis Pesaro | Stadio Bruno Recchioni\| Arbitro: \| Ciancaleoni (Foligno) \| |
| Arbitro:                         | Ciancaleoni (Foligno) |       |            |                                                               |